# Benetice, Světlá nad Sázavou
Benetice (tyska: Benetitz) är en liten by nära staden Světlá nad Sázavou i Tjeckien. Byn hade 22 invånare (2015).